# Nikolái Vatutin
Nikolái Fiódorovich Vatutin (en ruso Николай Федорович Ватутин; Gobernación de Vorónezh, Imperio ruso, 16 de diciembre de 1901 - Kiev, RSS de Ucrania, Unión Soviética, 14 de abril de 1944) fue un militar soviético de la Segunda Guerra Mundial.
Vatutin participó en las famosas batallas de Stalingrado y de Kursk. También participó en la liberación de Ucrania junto con el general Iván Kónev. Moriría a causa de las heridas ocasionadas por un nacionalista ucraniano, seis semanas después del ataque.

## Biografía
Nació en Chepújino, Gobernación de Vorónezh (en la actualidad Vatútino, Óblast de Bélgorod), hijo de una familia de campesinos. Entró en 1920 al Ejército Rojo y luchó contra los partisanos ucranianos de Néstor Majnó. Al año siguiente, se convirtió en miembro del Partido Comunista. Desde 1926, pasó una década alternando su servicio militar con sus estudios en la Academia Militar Frunze y la Academia del Estado Mayor. La purga del Ejército Rojo de 1937-1938 facilitó el ascenso de Vatutin en sus filas. En 1938, recibió el rango de Komdiv (Comandante de división) y fue designado jefe de Estado Mayor de un distrito militar clave de Kiev. Durante todos estos años, Vatutin combinó su servicio militar con actividades partidistas intensas.
En 1939, planeó algunas operaciones para la partición conjunta de Polonia por la URSS y la Alemania nazi; también fue jefe del grupo sur del Ejército Rojo, que en 1940, con el mando de Gueorgui Zhúkov, despojó a Rumania de Besarabia (véase Ocupación soviética de Besarabia y el norte de Bucovina). Como recompensa por sus campañas, Stalin promovió a Vatutin a Teniente General y lo designó Jefe del Directorio Operacional del Estado Mayor. Sin embargo, a pesar de ser innovador y trabajador, Vatutin no estaba a la altura de este cargo; carecía de experiencia en combate y sus conocimientos tanto del arte operacional como de estrategia eran muy abstractos. A pesar de esto, su origen humilde, el hecho de ser relativamente joven y su ahínco por el partido lo convirtieron en uno de los pocos favoritos de Stalin dentro del ejército soviético. Vatutin, así como el resto del alto mando del Ejército Rojo, no pudieron preparar al ejército para el ataque alemán del 22 de junio de 1941. El 30 de junio de 1941, fue designado jefe de Estado Mayor en el frente noroccidental.

### Batallas en el frente noroccidental
En el frente noroccidental los soviéticos defendían Leningrado de las incursiones del Heeresgruppe Nord (Grupo de Ejércitos Norte), liderado por cuerpos blindados dirigidos por Erich von Manstein. Vatutin tomó control de las fuerzas soviéticas cerca de Nóvgorod y las reunió y reanimó para tomar la ofensiva, con el fin de rodear a buena parte del ejército alemán. Así, tomó a Manstein por sorpresa, lo puso a la defensiva y obligó a todo el Grupo de Ejércitos Norte a reagruparse para detener la ofensiva soviética. En consecuencia Wehrmacht no pudo aprovechar el verano, condición necesaria para un ataque efectivo a Leningrado, mientras que el Ejército Rojo ganó tiempo para fortalecer las defensas de la ciudad.
Los alemanes no pudieron capturar Leningrado, uno de sus fracasos estratégicos más importantes durante la fase inicial de la guerra. Los resultados operacionales inmediatos de Vatutin fueron menos impresionantes. Sobrestimaba la capacidad de sus tropas y se proponía objetivos muy ambiciosos, a la vez que la coordinación de sus fuerzas y su control del desarrollo de la batalla eran pobres. Adicionalmente, no tomó en cuenta lo escabroso del terreno, que beneficiaba a las defensas alemanas y demoraba su ataque. El número de bajas en sus tropas era notable, llegando en un ejército a cerca del 60%. Tampoco le fueron de ayuda sus subordinados, algunos de ellos ineptos, con la excepción de Iván Cherniajovski, joven coronel al mando de la 28.ª división de tanques, de buen desempeño.
En enero de 1942, durante la ofensiva soviética de invierno que siguió a la victoria del Ejército Rojo en la Batalla de Moscú, Vatutin rodeó a dos cuerpos alemanes en Demiansk. Los ejércitos alemanes y soviéticos eran iguales en tamaño, y durante la batalla, Vatutin empleó tácticas innovadoras, mientras que los alemanes respondieron de modo convencional. No pudo destruir las defensas alemanas, en gran medida debido a la debilidad de la fuerza aérea soviética. En abril de 1942, Vatutin finalmente abrió las líneas alemanas, aunque justo en el momento en que una fuerza de apoyo alemana se unía a la acción. Los alemanes, tras su apretado escape, llegaron a la conclusión de que podían superar cualquier envolvimiento soviético por medio de apoyo aéreo mientras planeaban una operación de asistencia. Esta manera de pensar contribuyó al desastre de la Wehrmacht en Stalingrado.

### Batallas en el frente suroccidental
De inicios de mayo a julio de 1942, Vatutin actuó brevemente como delegado del jefe del Estado General del Ejército Rojo hasta que el Grupo de Ejércitos Sur inició la "Operación Azul". Al principio, el asalto alemán se concentró en Vorónezh, pues querían atravesar la línea frontal soviética en la Batalla de Vorónezh y luego atacar los frentes Sur y Suroccidental del Ejército Rojo por la retaguardia. El 1 de julio de 1942, Stalin envió a Vatutin como representante de la Stavka al Frente de Bryansk, que en pocos días se renombró Frente de Vorónezh y se puso bajo el mando de Vatutin.
Durante la batalla, Vatutin se encontró de nuevo con Cherniajovski, quien en una acción temeraria, atacó con una sola brigada a las fuerzas alemanas, que estaban a punto de romper la línea soviética, y las hizo retroceder. Por este motivo Vatutin convenció a Stalin para que le diera a Cherniajovski el mando del 60vo. ejército. A pesar de que los alemanes capturaron la ciudad, su intento de romper la línea frontal del ejército de Vatutin fracasó. Como consecuencia de este fracaso, los alemanes abandonaron su plan inicial y se concentraron en tomar Stalingrado.
El 22 de octubre de 1942, Vatutin fue designado líder del recientemente formado Frente suroccidental y tuvo un rol importante en planear la contraofensiva soviética y envolvimiento del 6.º. Ejército alemán en la batalla de Stalingrado. En diciembre de 1942, para asegurar el cerco soviético alrededor de Stalingrado, Vatutin rodeó y destruyó dos tercios del 7.º. Ejército italiano (de 130.000 hombres) en la Operación Pequeño Saturno, contribuyendo al fracaso de la operación Wintergewitter de Manstein.

### Batallas en Ucrania
En enero de 1943, Vatutin se esforzó en expulsar a los alemanes del este de Ucrania. Sus acciones permitieron al Frente Vorónezh dirigido por Filipp Gólikov capturar Járkov, pero agotó a sus tropas y no prestó suficiente atención a los reportes de inteligencia sobre el desarrollo de las acciones, de modo que en febrero de 1943 Manstein reunió un buen grupo de hombres y logró sorprender y derrotar a Vatutin, al sur de Járkov, rodeando después a las tropas de avance de Gólikov en Járkov y capturando la ciudad (Tercera batalla de Járkov). La Stavka le quitó el mando a Gólikov, sin tener en cuenta los errores de Vatutin; de hecho, por su audacia Stalin le dio el rango de General de Ejército. El 28 de marzo de 1943, Vatutin asumió el mando del Frente de Vorónezh, preparándose para la Batalla de Kursk. Tras la victoria en Kursk, Vatutin sorprendió a Manstein, quien creía que el Ejército Rojo era muy débil como para atacar, y capturó Bélgorod.

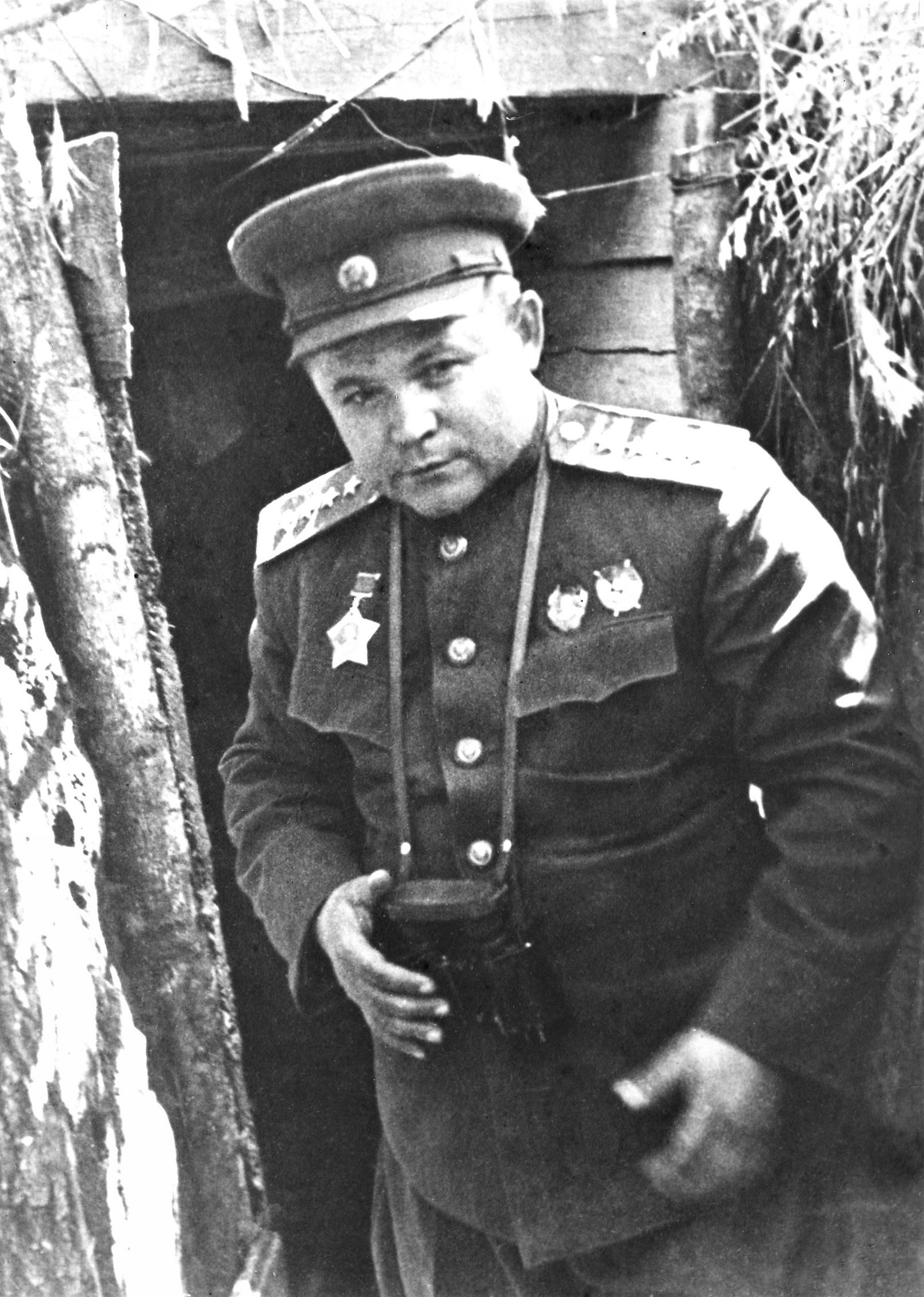
Vatutin en 1943.

Vatutin entonces decidió liberar Kiev, y lo logró tras una bien planeada ofensiva el 6 de noviembre de 1943. Después de esta victoria continuó presionando a las fuerzas alemanas. Manstein respondió a través de varios ataques, que fueron infructuosos. El 19 de diciembre de 1943 Manstein atacó, rodeó y terminó con los que aparentaban ser cuatro cuerpos soviéticos junto a la línea de tren Kórosten-Kiev, pero resultaron ser apenas un señuelo. Mientras Manstein peleaba con los señuelos de Vatutin, el general ruso formó una poderosa fuerza de choque en otra sección del frente, y el día de Navidad de 1943, lanzó un asalto masivo sobre los alemanes que los hizo retirarse más al occidente. El 16 de febrero de 1944, Vatutin y Kónev lograron una importante victoria en el Cerco de Korsun-Cherkasy.
El 28 de febrero de 1944, Vatutin fue emboscado por miembros del Ejército Insurgente Ucraniano, mientras reagrupaba a sus fuerzas para una nueva operación. Falleció a causa de sus heridas en un hospital seis semanas después. Sus hermanos, Afanasi Fiódorovich y Semión Fiódorovich, murieron en acción en febrero y marzo de 1944; su madre, Vera Yefímovna, entonces tuvo que enterrar tres hijos en dos meses. Nikolái Vatutin recibió un funeral de estado en Kiev. Fue sucedido por Gueorgui Zhúkov.